# Jean Cremers
Jean Cremers, né le 13 septembre 1996 à Liège, est un auteur de bande dessinée et de romans graphiques belge francophone.

## Biographie
Jean Cremers naît le 13 septembre 1996 à Liège. Il grandit dans une grande fratrie de cinq enfants. Suivant la volonté de ses parents, il est prévu qu'il suive la même scolarité que ses quatre frères et sœurs. Il achève ses études dans l'enseignement secondaire général en option sciences-langues. Il avoue lors d'une interview accordée à son ancien établissement scolaire : « Après mon diplôme, j’ai décidé de m’orienter vers des études biomédicales mais très vite, je me suis rendu compte que je ne faisais que dessiner pendant mes cours. Une de mes enseignantes m’a d’ailleurs conseillé de me réorienter, conseil que j’ai appliqué ! »
Il opère donc un changement d'orientation et commence ainsi des études supérieures en bande dessinée à l'École supérieure des arts Saint-Luc de Liège. Il est diplômé d'un master option bande dessinée à l'Académie royale des beaux-arts de Liège avec la mention grande distinction.
Il participe au concours Jeunes Talents 2020 du festival Quai des Bulles à Saint-Malo ouvert auteurs non publiés qui doivent réaliser une ou deux planches de bande dessinée dont le thème à traiter est « 40 ans plus tard » et au mois de février 2020, il en est désigné lauréat du Grand Prix jeunes talents,.
Il contribue graphiquement à La Revue dessinée pour son numéro 38 du 23 novembre 2022 sur le thème des paris sportifs avec le récit Pris pour cible de 21 pages.
Puis, il sort son premier roman graphique intitulé : Vague de froid aux éditions Le Lombard en janvier 2023.
Il s’agit donc de l’histoire de deux frères liégeois qui partent pour la Norvège. L’aîné Martin, un ambulancier bougon s’y rend pour se rapprocher de ses croyances nordiques tandis que le petit frère Jules, qui a raté un son examen de dessin, profite pour le rejoindre et dessiner la nature et ainsi remplir son carnet de croquis. Ce projet est en fait une autofiction, puisque l'auteur se rend en Norvège en 2018 avec son frère et c’est grâce à ce voyage qu'il se rapproche de lui.
Le scénariste et enseignant Didier Quella-Guyot écrit un article sur BDzoom dans lequel il définit le style de l'auteur par ces mots : « D’un trait esquissé, spontané, cependant incroyablement efficace, qu’il enrichit de couleurs de plus en plus pâles au fil du récit [...] ». Pour le journaliste de la RTBF Denis Marc, il le qualifie comme : « l'immanquable album en ce début d'année » et conclut par les mots : « [...], c’est une totale réussite ! ». L'auteur et journaliste Jean-Laurent Truc écrit sur le site ligneclaire.info : « L’auteur a su sans la moindre pause ou essoufflement narratif, d’un trait d’une rare efficace simplicité visuelle, nous embarquer avec ses deux héros très attachants, invité à partager une tranche de vie tragique mais aussi porteuse d’espoir, et évidemment de fraternité qui réchauffe parmi ces froids de l’âme et des corps. ». La critique du site BD Gest' n'est pas en reste et qualifie l'intrigue : « intelligente, touchante et bien construite ».
Cet ouvrage vaut à son auteur d'être récompensé du prix de la BD Fnac Belgique 2023.
L'ouvrage connaît par ailleurs une traduction en anglais sous le titre Cold Front publié par Europe Comics,.
Il revient à La Revue dessinée en mars de la même année dans le numéro 39 avec un récit de 12 pages dont le titre du reportage est Sur le vif.
Il sort son deuxième roman graphique Le Grand Large aux éditions Glénat en 2024,,,, « trépidante odyssée maritime [...] entre la fable et le récit d’aventures » selon l'avis critique de Télérama, qui ajoute :
« cet auteur de 27 ans possède un atout maître pour qui veut faire carrière dans le roman graphique, un rare sens du rythme et de la narration visuelle ».
Avec Après l'orage, il sort son troisième roman graphique qui s’inscrit dans une continuité avec ses deux prédécesseurs, publié aux éditions Le Lombard en 2025.
Il vit et travaille à Liège.

## Œuvre

### Publications

#### Romans graphiques
- Vague de froid[8],[9],[10],[11],[6],[22], Le Lombard, Bruxelles, 20 janvier 2023
Scénario, dessin et couleurs : Jean Cremers -  (ISBN 9782808210041)
- Le Grand Large[16],[17],[18],[20],[23], Glénat, Grenoble, 3 janvier 2024
Scénario, dessin et couleurs : Jean Cremers -  (ISBN 9782344053560)
- Après l'orage[21],[24], Le Lombard, Bruxelles, 16 mai 2025
Scénario, dessin et couleurs : Jean Cremers -  (ISBN 978-2-8082-1505-3) — format comics.

#### Collectifs
La Revue dessinée
- 38. #38[5], La Revue dessinée, 23 novembre 2022
Scénario et dessin : collectif dont Jean Cremers - Couleurs : collectif -  (ISBN 9782382640111)
- 39. #39[15], La Revue dessinée, 8 mars 2023
Scénario et dessin : collectif dont Jean Cremers - Couleurs : collectif -  (ISBN 9782382640159)
- 43. #43, La Revue dessinée, 6 mars 2024
Scénario et dessin : collectif dont Jean Cremers - Couleurs : collectif -  (ISBN 978-2-382-64021-0)
- 45. #45, La Revue dessinée, 4 septembre 2024
Scénario et dessin : collectif dont Jean Cremers - Couleurs : collectif -  (ISBN 978-2-382-64023-4) — Contribution : Quand la mer monte[25].

## Prix et récompenses
- 2020 :  Grand Prix jeunes talents du festival Quai des Bulles, à Saint-Malo[4],[1] ;
- 2023 : 
  -  prix de la BD Fnac Belgique[12] pour Vague de froid ;
  -  prix Rossel de la BD pour Vague de froid[16].
- 2024 : citoyen d'honneur de la ville de Liège[26] ;
- 2025 :  prix Bulles de Cristal[27] catégorie 15-18 ans pour Le Grand Large.

### Articles
- Jean Honhon, « Un futur bédéiste de talent », L'Avenir,‎ 24 septembre 2018 (lire en ligne, consulté le 30 septembre 2023).
- Jean Cremers (interviewé par Benoît Cassel), « Interview bande dessinée Jean Cremers », Planète BD,‎ 28 janvier 2023 (lire en ligne, consulté le 30 août 2023).
- Michaël Degré, « Le grand large [Critique et interview bd] – Prochain arrêt : la vie adulte », L'Avenir,‎ 4 janvier 2024 (lire en ligne , consulté le 3 mars 2024).
- Jean Cremers (interviewé par Mathieu Van Overstraeten, chroniqueur BD sur La Une), « Interview : Jean Cremers : « Mon récit est comme une métaphore du premier jour d'école » », AGE-BD,‎ 14 janvier 2024 (lire en ligne, consulté le 15 janvier 2024).
- Jean Cremers (interviewé par L. Gianati), « Ma famille est une source intarissable d'inspiration », BD Gest',‎ 7 mai 2024 (lire en ligne, consulté le 9 mai 2024).

### Émissions de radio
- "Le grand large" - Jean Cremers (ed Glénat), émission Entre les cases présentée par Delphine Freyssinet sur Radio chrétienne francophone, (27 min), 14 février 2024.

### Émissions de télévision
- Angoulême : La BD belge se renouvelle dans JT 19h30 de François de Brigode sur La Une via Auvio, présentation : D. Dussein (2 min), 26 janvier 2023. Voir en ligne.
- [vidéo] « "Connaissez-vous" reçoit Jean Cremers, Frank Vaganée et Harmonie Rouffiange », sur YouTube, émission de BX1 présentée par Fabrice Grosfilley diffusée le 12 février 2023 (51 min 59 s).
- "Vague de froid" le premier roman graphique de Jean Crémers sur Qu4tre Liège Média, présentation : Françoise Bonivert (2 min 50 s), 26 février 2023.

### Vidéographie
- [vidéo] « LCR - Jean Cremers », sur YouTube, 12 janvier 2024